# 梅德福 (新澤西州)
梅德福（英語：Medford）是位於美國新澤西州伯靈頓縣的一個鎮區。

## 地方資料
梅德福的面積為103.10平方千米，當中陸地面積為100.49平方千米，而水域面積為2.61平方千米。根據2020年美國人口普查的數據，當地共有人口24497人，而人口密度為每平方千米237.6人。